# Waldir Beividas
Waldir Beividas (São Paulo, 2 de julho de 1950) é um linguista brasileiro. Professor da Faculdade de Filosofia, Letras e Ciências Humanas da Universidade de São Paulo, é um dos principais pesquisadores de teorias da significação ancoradas, em especial, na psicanálise e nas neurociências.
Doutor e mestre em Linguística pela Universidade de São Paulo sob orientação de Diana Luz Pessoa de Barros. É um dos principais nomes da pesquisa interdisciplinar entre semiótica e psicanálise, e suas pesquisas repercurtiram-se pelo desenvolvimento dos conceitos de semiocepção, enação, neurocepção e percepção, que relaciona o funcionamento neuronal humano com a significação.

## Obras

### Livros
- La sémiologie de Saussure et la sémiotique de Greimas comme èpistémologie discursive (2017)
- Cem anos de Saussure (2016)
- Semióticas sincréticas: posições. A linguagem do cinema (2015)
- Semiótica: identidade e diálogos (2012)
- Inconsciente e sentido (2009)

### Artigos
- La nature du sens: Neuroception, perception ou sémioception (2020)
- Sémiotique et psychanalyse : l'univers thymique comme enjeu (2019)
- Um modelo catenário e tensivo para a estrutura do quadrado semiótico (2019)
- Une narratologie sémiotique de l'anthropogenèse (2018)
- Potencialidades da narrativa greimasiana (2018)
- La sémiotique de Greimas: une épistémologie (discursive) immanente (2017)
- Uma via indireta para a abordagem do afeto: libido, gozo, pulsão escópica (2017)
- Zoosémiotique et anthroposémiotique: une rupture abyssale (2017)
- La sémioception et le pulsionnel en sémiotique. Pour l'homogénéisation de l'univers thymique (2016)
- A teoria da linguagem de Hjelmslev: uma epistemologia imanente do conhecimento (2015)
- O lugar do sincretismo nas semióticas multicódicas (2012)
- O sonho de Freud: semiótica do discurso onírico (2004)